# ファースト・ストライク・スティル・デッドリー
『ファースト・ストライク・スティル・デッドリー』（First Strike Still Deadly）は、アメリカ合衆国のヘヴィメタル・バンド、テスタメントが2001年に発表したアルバム。バンドがキャリア初期に発表した楽曲のセルフ・カヴァーが収録されている。

## 背景
当初は『レガシー』（1987年）と『ニュー・オーダー』（1988年）の収録曲のリミックス・アルバムとして企画されていたが、最終的には再録音という形になった。「アローン・イン・ザ・ダーク」と「レイン・オブ・テラー」には、テスタメントの前身バンドである「レガシー」のボーカリスト、スティーヴ・スーザが参加している。レコーディングは2001年7月27日から8月23日に行われ、ミキシングはアンディ・スニープによって同年8月27日から9月7日に行われた。
ボーカリストのチャック・ビリーは、2001年3月に精上皮腫と診断されていたが、闘病生活の中で本作をレコーディングし、本作リリース前の2001年10月1日には、約8時間に及ぶ手術を受けた。

## 評価
ブライアン・オニールはオールミュージックにおいて5点満点中1点を付け「オリジナル、またはテスタメントが過去にリリースした2枚のベスト・アルバムで本物に触れてほしい」と評している。一方、『CDジャーナル』のミニ・レビューでは「当時はまだ癌と闘病中だったシンガーが、ソリッドかつブルータルになったサウンドに負けじと絶唱」と評されている。

## リイシュー
2004年に発売された2枚組コンピレーション・アルバム『Days of Darkness』は、ディスク1がアルバム『デモニック』（1997年）及び『ギャザリング』（1999年）からの曲、ディスク2が本作の全11曲を収録した内容である。また、2008年3月18日にはProsthetic Recordsから単体で再発されており、2018年1月26日にはニュークリア・ブラストから再発されている。

## 収録曲
1. ファースト・ストライク "First Strike is Deadly" – 4:00
  - 作詞：スティーヴ・スーザ、グレッグ・クリスチャン／作曲：エリック・ピーターソン、アレックス・スコルニック
2. イントゥ・ザ・ピット "Into the Pit" – 2:54
  - 作詞：チャック・ビリー、エリック・ピーターソン、アレックス・スコルニック／作曲：エリック・ピーターソン、アレックス・スコルニック
3. 審問 "Trial by Fire" – 4:32
  - 作詞：チャック・ビリー、エリック・ピーターソン、アレックス・スコルニック／作曲：エリック・ピーターソン、アレックス・スコルニック
4. 信者 "Disciples of the Watch" – 4:34
  - 作詞：チャック・ビリー／作曲：エリック・ピーターソン、アレックス・スコルニック
5. プリーチャー "The Preacher" – 3:56
  - 作詞：チャック・ビリー、アレックス・スコルニック／作曲：エリック・ピーターソン、アレックス・スコルニック
6. バーント・オファリング "Burnt Offerings" – 5:27
  - 作詞：スティーヴ・スーザ、エリック・ピーターソン／作曲：エリック・ピーターソン、アレックス・スコルニック
7. オーヴァー・ザ・ウォール "Over the Wall" – 4:18
  - 作詞：スティーヴ・スーザ／作曲：エリック・ピーターソン、アレックス・スコルニック
8. ニュー・オーダー "The New Order" – 4:43
  - 作詞・作曲：エリック・ピーターソン、アレックス・スコルニック
9. ホーンティング "The Haunting" – 4:36
  - 作詞：スティーヴ・スーザ、エリック・ピーターソン／作曲：エリック・ピーターソン、アレックス・スコルニック
10. アローン・イン・ザ・ダーク "Alone in the Dark" – 4:40
  - 作詞：スティーヴ・スーザ／作曲：エリック・ピーターソン、アレックス・スコルニック
11. レイン・オブ・テラー "Reign of Terror" – 5:05
  - 作詞：デリック・ラミレス、スティーヴ・スーザ、エリック・ピーターソン／作曲：デリック・ラミレス、エリック・ピーターソン

各曲の初出は下記の通り。
- 1. 6. 7. 9. 10. - アルバム『レガシー』（1987年）より。
- 2. 3. 4. 5. 8. - アルバム『ニュー・オーダー』（1988年）より。
- 11. - シングル「Trial by Fire」より。元々は「レガシー」時代にデモ・レコーディングされていた[4]。

## 参加ミュージシャン
- チャック・ビリー - ボーカル
- スティーヴ・スーザ - ボーカル(on #10, #11)
- エリック・ピーターソン - リズムギター
- アレックス・スコルニック - リードギター
- スティーヴ・ディジョルジオ - ベース
- ジョン・テンペスタ - ドラムス